# Som, Sangue e Raça
Som, Sangue e Raça é um álbum do pianista brasileiro Dom Salvador com o seu Grupo Abolição - formado, entre outros, pelos músicos: Oberdan Magalhães (saxofone), Luiz Carlos “Batera” (bateria), Rubão Sabino (baixo elétrico) e Carlos Darcy (trompete) - que foi lançado em 1971 pelo selo CBS. Foi o único trabalho de Dom Salvador com este grupo.
Depois de anos na obscuridade, o álbum foi "recuperado" pelo músico Charles Gavin, que o relançou pelo seu selo, Banguela, em 2001.

## Recepção Crítica
| Críticas profissionais | Críticas profissionais |
| Avaliações da crítica  | Avaliações da crítica  |
| Fonte                  | Avaliação              |
| ---------------------- | ---------------------- |
| CliqueMusic            | [ 3 ]                  |
| Allmusic               | [ 4 ]                  |

Em sua crítica ao site CliqueMusic, Tárik de Souza deu uma nota 4 de 5, dizendo tratar-se não apenas de "um disco seminal, recuperado pelo trabalho meticuloso do titã pesquisador Charles Gavin", mas de uma obra "estuária".
Philip Jandovský, do Allmusic, deu nota 4.5 de 5, segundo o qual o álbum deve ser "considerado um marco dentro da música brasileira", uma vez que "teve enorme influência no som e desenvolvimento do funk, soul e jazz brasileiros".
Outro a tecer elogios sobre o álbum foi o crítico musical Régis Tadeu, que em fevereiro de 2021 disse: "não se sabe em que mês de 1971 "Som, Sangue e Raça" foi lançado. Não importa. Meio século depois, o disco ainda mantém o poder de nos deixar embasbacados".

## Faixas
| N.º            | Título                 | Compositor(es)                 | Duração |  |
| 1.             | "Uma Vida"             | Arnoldo Medeiros, Dom Salvador | 02:47   |  |
| 2.             | "Guanabara"            | Arnoldo Medeiros, Dom Salvador | 03:11   |  |
| 3.             | "Hei! Você"            | Getúlio Côrtes, Nelsinho       | 02:32   |  |
| 4.             | "Som, Sangue e Raça"   | Marco Versiani, Dom Salvador   | 02:44   |  |
| 5.             | "Tema pro Gaguinho"    | Dom Salvador                   | 02:27   |  |
| 6.             | "O Rio"                | Arnoldo Medeiros, Dom Salvador | 03:58   |  |
| 7.             | "Evo"                  | Pedro Santos, Dom Salvador     | 03:04   |  |
| 8.             | "Number One"           | Dom Salvador                   | 03:41   |  |
| 9.             | "Folia de Reis"        | Paulo Silva, Jorge Canseira    | 02:28   |  |
| 10.            | "Moeda, Reza e Côr"    | Marcos Versiani, Dom Salvador  | 03:21   |  |
| 11.            | "Samba do Malandrinho" | Dom Salvador                   | 02:25   |  |
| 12.            | "Tio Macrô"            | Arnoldo Medeiros, Dom Salvador | 02:15   |  |
| Duração total: | Duração total:         | Duração total:                 | 34:53   |  |

## Ficha Técnica
- Dom Salvador: Piano
- Carlos Darcy: Trompete, Flugel
- José Carlos: Guitarra
- Luiz Carlos “Batera”: Bateria, Vocal
- Mariá: Vocal
- Nelsinho: Percussão, Vocal
- Oberdan Magalhães: Sax alto, Flauta
- Rubão Sabino: Baixo
- Serginho do Trombone: Trombone
- Ian Guest - Direção Artística